# Sarriá

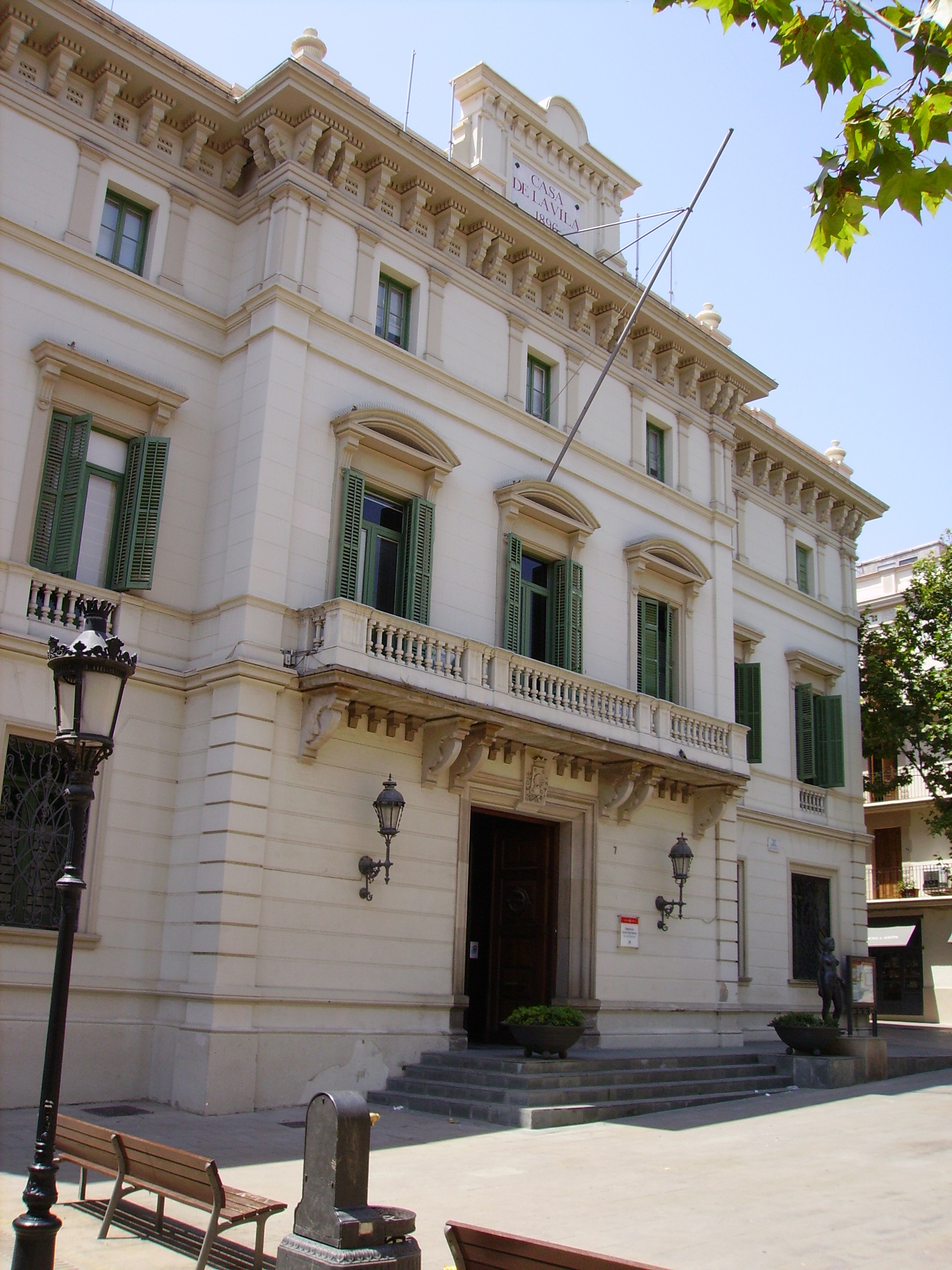
El antiguo edificio del Ayuntamiento de Sarriá, la casa de la Vila de Sarriá, construida en 1895. Está situada en la plaza Consell de la Vila, y hoy en día es la sede del distrito de Sarriá-San Gervasio.

Sarriá (en catalán: Sarrià) es un barrio del distrito de Sarriá-San Gervasio de la ciudad de Barcelona. Fue municipio independiente del Ayuntamiento de Barcelona hasta 1921, fecha en la que fue agregado al municipio de Barcelona, a pesar de la oposición de sus habitantes. Desde entonces, es uno de los barrios que conforman el distrito de Sarriá-San Gervasio. Los primeros datos por escrito que se conservan de la villa son del siglo X. Conocido a nivel nacional y futbolístico por ser durante mucho tiempo el emplazamiento del Estadio de Sarriá, antiguo estadio del  Real Club Deportivo Español.
Inicialmente el pueblo fue una zona dedicada al sector agrícola, especialmente vinícola pero más tarde atrajo a familias acomodadas, tal y como lo refleja un dicho popular de la época:

Sarrià: vents, torrents, torres i convents. (Sarriá, vientos, torrentes, torres y conventos)

Aunque también hay otro lema relativamente nuevo:

Sarrià no és de qui el paga, sinó de qui el fa viure. (Sarrià no es de quien lo paga, sino de quien lo hace vivir)

## Demografía
| Gráfica de evolución demográfica de Sarriá entre 1842 y 1920 |
| |
| Población de derecho según los censos de población del INE. Población de hecho según los censos de población del INE.En este censo se denominaba Sarriá y Pedralbes: 1842. Entre el censo de 1897 y el anterior, crece el término del municipio porque incorpora a Vallvidriera. Entre el censo de 1920 y el anterior, crece el término del municipio porque incorpora a una parte de Santa Cruz de Olorde. Entre el censo de 1930 y el anterior, este municipio desaparece porque se integra en el municipio Barcelona. |

## Monumentos y lugares de interés
Destaca la iglesia de San Vicente de Sarriá y dos colegios, el Colegio Teresiano de Barcelona, de estilo modernista y obra de Antoni Gaudí, y el San Ignacio-Jesuitas de Sarriá, de estilo neogótico inglés, de la Compañía de Jesús. La iglesia de Sarriá, de la que existen documentos que acreditan su existencia desde el año 980, está dedicada a San Vicente y fue reedificada en 1379. En 1781 el maestro Josep Mas construyó el edificio actual de estilo neoclásico. La plaza de Sarriá, situada delante de la iglesia, fue el cementerio del pueblo hasta 1850.

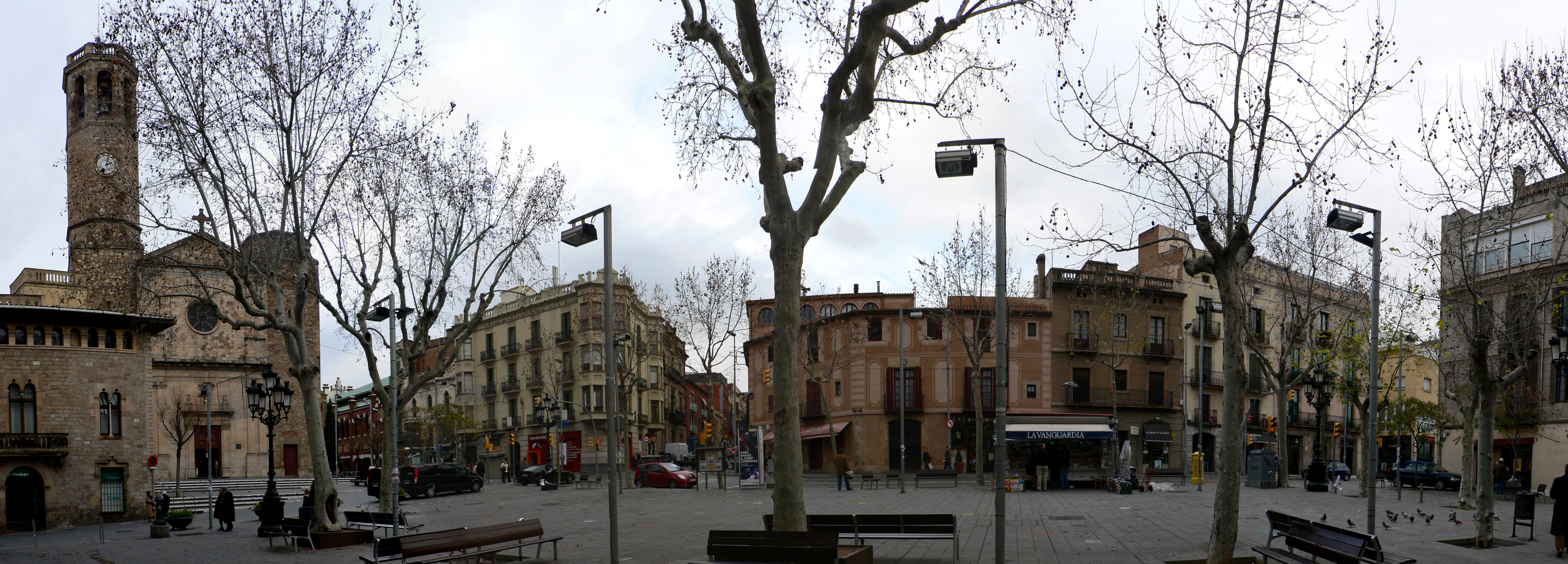
La plaza de Sarriá.

Teatro de Sarriá. Con más de 120 años de antigüedad. Inspirado en el Teatro Romea

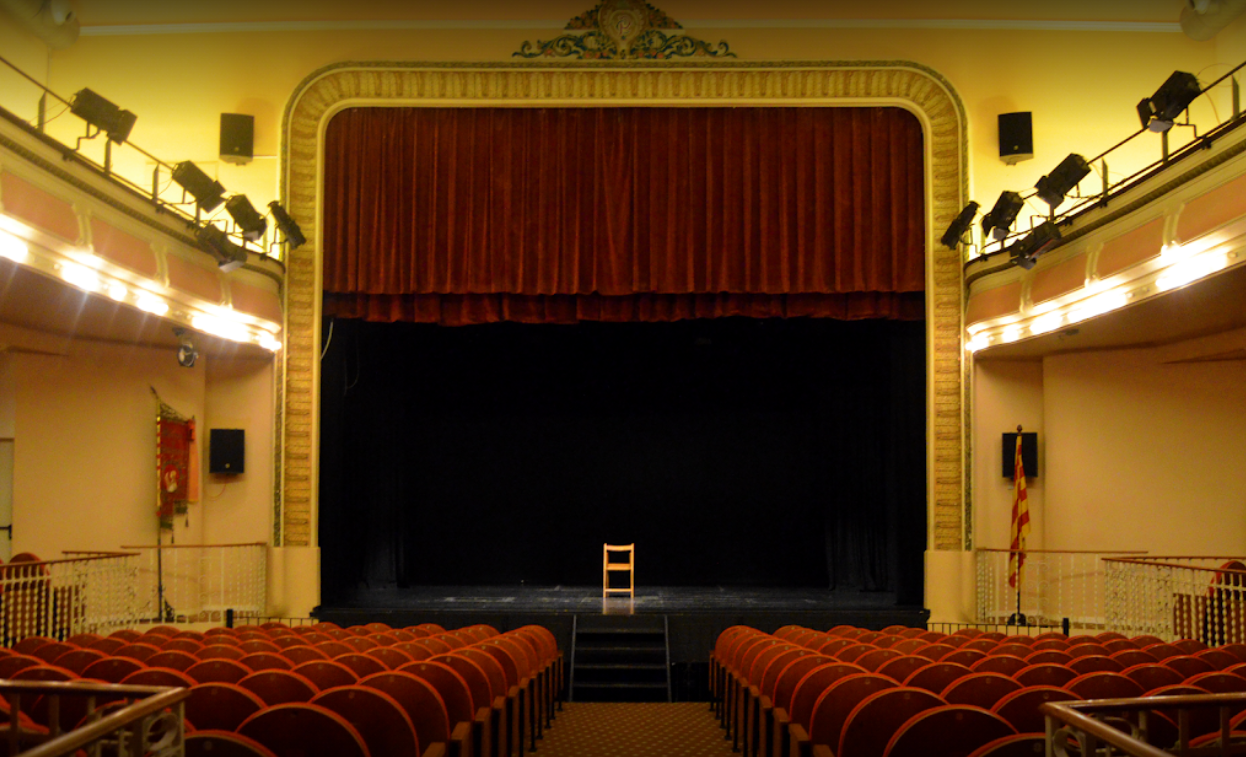
Interior del Teatro de Sarriá

En 1858 se comunicó el pueblo con Barcelona a través del tren de Sarriá, actualmente una línea de los Ferrocarriles de la Generalidad.
Además, también puedes encontrar diversos refugios climáticos para aquellos días de verano más calurosos. La mayoría de ellos suelen ser bibliotecas, parques, jardines, casales y centros deportivos.

## Hijos ilustres
- El poeta J.V. Foix, dueño de dos pastelerías que todavía existen, situadas en la plaza de Sarriá, y en la calle Major de Sarriá.

- La modelo Judit Mascó.

- El periodista Alfonso Arús.

- El político y escritor Maurici Serrahima.

- El actor Ernest Serrahima, especialmente conocido en Cataluña por sus apariciones en ficción de producción propia de TV3.

- El diseñador Claret Serrahima.

- El escritor Emili Teixidor, aunque nacido en Roda de Ter fue siempre considerado sarrianenc ilustre.

- El pintor Paciano Ross.

- El payaso Tortell Poltrona.

- El fotógrafo Toni Riera.

- El arqueólogo Josep Maria Cruxent, exiliado al concluir la guerra civil española, considerado el padre de la Arqueología moderna en Venezuela, donde se radicó hasta su muerte en la ciudad de Santa de Coro en 2005.

- Juan Padrós y su hermano Carlos Padrós, cofundadores del Real Madrid Club de Fútbol.

- Jordi Jové i Permanyer (1908-1997), uno de los cronistas de Sarriá. Jové Permanyer estuvo a cargo del Archivo Histórico de Sarriá – Sant Gervasi y confeccionó uno propio desde la edad de 18 años.

- Porta, Rapero español.
- El ensayista e historiador Jesús Mestre Godes.

## Historia
Sarriá fue la villa principal del antiguo municipio de Sarriá, que, además de la villa de Sarriá, incluía el sector de Pedralbes y las Tres Torres (aunque estos fueran urbanizados mucho más tarde que el pueblo de Sarriá). Finalmente, en 1921 fue el último de los pueblos circundantes a Barcelona en ser anexionado, pese a la oposición de los vecinos.